# Pareatidae
Super-famille
Famille
Synonymes
- Pareatinae Romer, 1956

Les Pareatidae sont une famille de serpents.

## Répartition
Les espèces de cette famille se rencontrent dans les régions tropicales d'Asie.

## Liste des genres
Selon The Reptile Database (16 nov. 2011) :
- genre Aplopeltura Duméril, 1853
- genre Asthenodipsas Peters, 1864
- genre Pareas Wagler, 1830